# はこだて賛歌
「はこだて賛歌」（はこだてさんか）は北海道放送（HBC）が選定し、函館市に寄贈した市民歌である。作詞・前川和吉、作曲・廣瀬量平。

## 解説
函館市では1937年（昭和12年）4月に函館日日新聞社が選定した「函館市民歌」（作詞・阿部龍夫、補作・西條八十、作曲・古関裕而）が存在していたが、この「函館市民歌」は市が公的に制定したものではなく戦後は演奏されなくなった。
1973年（昭和48年）、HBCは函館放送局（JOHO）の開局20周年と亀田市の編入合併による市域拡大記念事業として新市民歌の歌詞を懸賞募集し、茅部郡森町出身で函館市立新川中学校（1993年廃校）の教員であった前川和吉の応募作が入選、6年前に道民音頭「北海ばやし」を手掛けた廣瀬量平に作曲が依頼され、完成後の12月1日にHBCから函館市への寄贈式が行われた。函館市役所とHBCが東芝EMI（のちユニバーサルミュージック・EMI Records）へ製造を委託したシングル盤（規格品番：4Rs-560）が存在する。
寄贈を受けた函館市では外郭団体の函館市民憲章推進協議会が市民歌の普及活動を積極的に実施しており、1997年（平成9年）には市民憲章制定20周年記念式典に合わせて作詞者の前川と作曲者の廣瀬に木戸浦隆一市長から感謝状が贈呈されている。
函館市内ではごみ収集車の接近メロディとして使われるほか、2010年（平成22年）1月11日からは函館市電の五稜郭公園前など一部の電停での接近メロディとしても流されるようになった。